# Bireguláris gráf
A matematika, azon belül a gráfelmélet területén egy bireguláris gráf (biregular graph) vagy félreguláris páros gráf (semiregular bipartite graph) olyan {\displaystyle G=(U,V,E)} páros gráf, melyben adott párosítás egy-egy oldalán az összes csúcs fokszáma megegyezik. Ha az {\displaystyle U}-beli csúcsok fokszáma {\displaystyle x} és a {\displaystyle V}-beli csúcsoké {\displaystyle y}, akkor a gráf {\displaystyle (x,y)}-bireguláris.

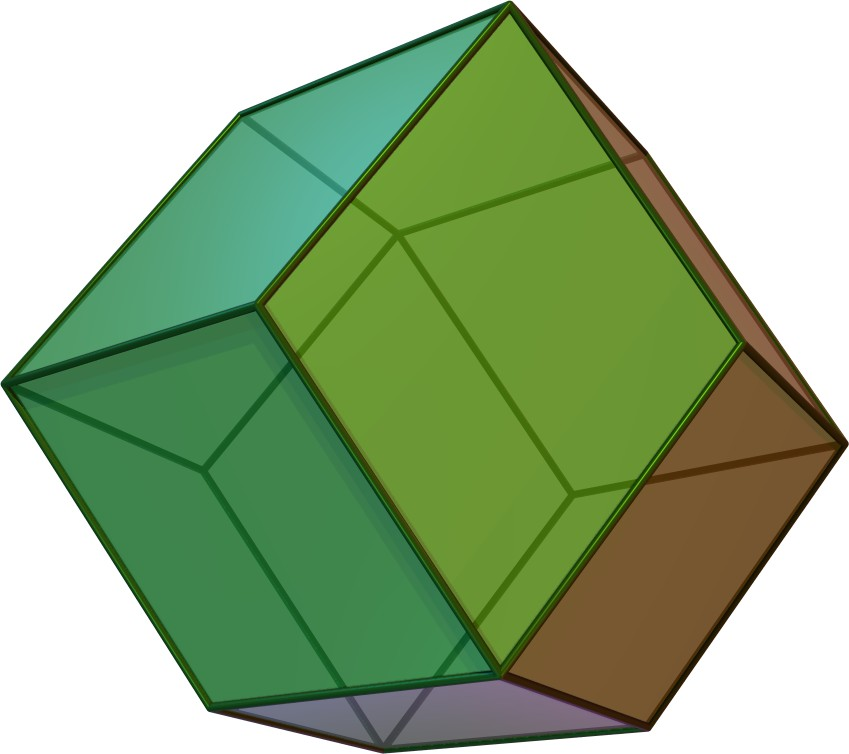
A rombododekaéder élváza bireguláris.

## Példák
Bármely {\displaystyle K_{a,b}} teljes páros gráf {\displaystyle (b,a)}-bireguláris.
A rombododekaéder (3,4)-bireguláris.

## Csúcsszámok
Egy {\displaystyle G=(U,V,E)} {\displaystyle (x,y)}-bireguláris gráfban teljesülnie kell a következő egyenlőségnek: {\displaystyle x|U|=y|V|}. Ez egyszerű kettős leszámlálásból következik: {\displaystyle U}-ban {\displaystyle x|U|} db él végződik, {\displaystyle V}-ben pedig {\displaystyle y|V|}, és az élek mindkét vége 1-1 csúccsal járul hozzá a fenti számokhoz.

## Szimmetria
Minden reguláris páros gráf bireguláris.
Minden éltranzitív gráf (nem tekintve az olyan gráfokat, melyekben izolált csúcsok vannak), ami nem csúcstranzitív, szükségképpen bireguláris. Sőt, minden éltranzitív gráf reguláris vagy bireguláris.

## Konfigurációk
A geometriai konfigurációk illeszkedési gráfjai biregulárisak; egy bireguláris gráf pontosan akkor lehet egy absztrakt konfiguráció illeszkedési gráfja, ha girthparamétere legalább hat.

## Fordítás
- Ez a szócikk részben vagy egészben a Biregular graph című angol Wikipédia-szócikk ezen változatának fordításán alapul.  Az eredeti cikk szerkesztőit annak laptörténete sorolja fel. Ez a jelzés csupán a megfogalmazás eredetét és a szerzői jogokat jelzi, nem szolgál a cikkben szereplő információk forrásmegjelöléseként.